# Coppa Italia di Serie B2 (pallavolo femminile)
La Coppa Italia di Serie B2 di pallavolo femminile è un trofeo organizzato dalla FIPAV riservato alle squadre iscritte al campionato di Serie B2.
Nasce nel 2008 dalla divisione della Coppa Italia di Serie B in due tornei riservati rispettivamente alle squadre di Serie B1 e di Serie B2.

## Albo d'oro
| Edizione         | Edizione                                                                         | Podio                                                                            | Podio                                                                            | Podio                                                                            |
| Anno             | Sede Finale                                                                      | Campione                                                                         | Risultato                                                                        | Finalista                                                                        |
| ---------------- | -------------------------------------------------------------------------------- | -------------------------------------------------------------------------------- | -------------------------------------------------------------------------------- | -------------------------------------------------------------------------------- |
| 2008-09 Dettagli | Trani                                                                            | Aquila Azzurra Trani                                                             | 3 - 1 (23-25, 25-21, 25-14, 25-23)                                               | Ornavasso                                                                        |
| 2009-10 Dettagli | Sarno                                                                            | Casalmaggiore                                                                    | 3 - 2 (25-19, 24-26, 25-19, 22-25, 15-11)                                        | Montecchio Maggiore                                                              |
| 2010-11 Dettagli | Montegrotto Terme                                                                | Cerea                                                                            | 3 - 0 (25-20, 25-17, 25-11)                                                      | Molfetta                                                                         |
| 2011-12 Dettagli | Rovigo                                                                           | Beng Rovigo                                                                      | 3 - 0 (25-18, 26-24, 25-16)                                                      | Properzi                                                                         |
| 2012-13 Dettagli | Corato                                                                           | Libertas Martignacco                                                             | 3 - 1 (26-24, 25-22, 21-25, 25-20)                                               | Polis Corato                                                                     |
| 2013-14 Dettagli | Padova                                                                           | Euganea                                                                          | 3 - 2 (27-29, 25-11, 15-25, 25-6, 15-13)                                         | Montecchio Maggiore                                                              |
| 2014-15 Dettagli | Latisana                                                                         | Talmassons                                                                       | 3 - 1 (20-25, 25-21, 25-14, 25-16)                                               | San Vitale                                                                       |
| 2015-16 Dettagli | Maiolati Spontini                                                                | Moie                                                                             | 3 - 0 (25-21, 25-20, 25-20)                                                      | Ospitaletto                                                                      |
| 2016-17 Dettagli | Torre Annunziata                                                                 | Capo d'Orso Palau                                                                | 3 - 1 (25-19, 25-27, 25-19, 25-10)                                               | Parella                                                                          |
| 2017-18 Dettagli | Lucca                                                                            | Futura Giovani                                                                   | 3 - 1 (17-25, 25-20, 25-23, 25-9)                                                | Nottolini Capannori                                                              |
| 2018-19 Dettagli | Castelbellino                                                                    | Castelbellino                                                                    | 3 - 0 (25-22, 25-19, 25-20)                                                      | CLAI Imola                                                                       |
| 2019-20          | Edizione interrotta a causa del diffondersi della pandemia di COVID-19 in Italia | Edizione interrotta a causa del diffondersi della pandemia di COVID-19 in Italia | Edizione interrotta a causa del diffondersi della pandemia di COVID-19 in Italia | Edizione interrotta a causa del diffondersi della pandemia di COVID-19 in Italia |
| 2020-21          | Non disputata                                                                    | Non disputata                                                                    | Non disputata                                                                    | Non disputata                                                                    |
| 2021-22          | Non disputata                                                                    | Non disputata                                                                    | Non disputata                                                                    | Non disputata                                                                    |
| 2022-23 Dettagli | Bologna                                                                          | Gossolengo                                                                       | 3 - 2 (21-25, 25-20, 25-14, 22-25, 15-9)                                         | New Ripalta                                                                      |
| 2023-24 Dettagli | Campobasso                                                                       | Alsenese                                                                         | 3 - 0 (25-20, 26-24, 25-21)                                                      | Star Bisceglie                                                                   |
| 2024-25 Dettagli | Fasano                                                                           | Florens Vigevano                                                                 | 3 - 0 (27-25, 25-22, 25-15)                                                      | Callipo                                                                          |